# 金光侠
金光侠（约1915年？—约1970年？），朝鮮民主主義人民共和国軍人、政治人物。朝鮮人民軍大将，也是金日成夫人金聖愛的兄長。

## 生平
金光侠是朝鲜咸镜北道会宁市人。毕业于黄埔军校。早年参加中共领导的东北抗日游击队，多次参加同日军和伪满军队的作战。1935年加入中国共产党。1940年3月任东北抗日联军第2路军总司令部警卫队政委，同年11月，退入苏联境内。1941年4月起，苏联红军多次派遣他率领小分队到中国东北各地和中朝边界侦察敌情，1942年8月后，任苏联远东方面军独立第88步兵旅（亦称东北抗日联军教导旅）4营7连连长。
1945年7月，被选为中共东北委员会委员。1945年8月随同苏联红军解放中国东北，任苏军牡丹江警备司令部副司令、中共牡丹江地委书记。1946年1月－4月任东北人民自治军牡丹江地区司令部副政委。1946年7月－1947年2月任东北民主联军吉东军区（1946年9月改称吉东军分区）司令员兼警备1旅旅长。1946年8月做为朝鲜族代表出席在哈尔滨召开的东北各省代表联席会议，当选为东北行政委员会委员。1947年2月任东北民主联军吉林军区延边军分区司令员。
1947年9月返回朝鲜，任朝鲜人民军第3师师长，1948年3月，在北朝鲜劳动党二大当选为中央委员，同年8月，在最高人民会议第一次会议上当选为代议员。1949年1月，被授予二级国旗勋章，任民族保卫省作战局局长，中将军衔。1949年5月和金雄赴中国东北接收朝鲜族部队，率领由21000名朝鲜族组成的中国人民解放军第164师和166师回国，整编为朝鲜人民军第5师和第6师。1950年1月，再次代表朝鲜劳动党前往中国接收朝鲜族部队，先后同中国人民解放军代总参谋长聂荣臻、第四野战军兼中南军区司令员林彪会晤，决定将在第四野战军156师和139师、140师、141师等部队服役的14000名朝鲜族士兵全部移交给朝鲜人民军，后被整编为第7师。同年，任朝鲜人民军第2军团参谋长，参与制定人民军对南作战方案。
1950年朝鲜战争爆发，6月12日任第2军軍长（辖2、5、7师）。因指挥失误被降为军部参谋长。1951年担任第3军军长。朝鲜战争结束后， 1953年2月晋升为朝鮮人民軍大将，1953年8月当选朝鮮劳动党中央常务委员会委员。1953年8月～1957年9月任朝鮮人民軍总参謀長，1957年9月～1962年10月任民族保衛相（相當於国防部长），1960年10月兼任内阁副首相。1961年9月当选朝鮮劳动党中央委员会委員、政治局委员。1962年12月当选朝鮮劳动党中央委員会副委員長，1966年10月任朝鮮劳动党政治局常委、中央书记局書記，1970年6月29日，他和其他朝鲜官员在平壤机场迎接朴成哲、金仲麟访华回国，之后在同年劳动党五大召开前夕突然从政治舞台消失，原因不详。大韓民國方面称金光侠是因为反对金日成的经济国防并进政策而被免职，并被关押在政治犯收容所。